# Cassiculus
Cassiculus (buidelspreeuwen) is een geslacht van zangvogels uit de familie troepialen (Icteridae).

## Soorten
Het geslacht kent slechts één soort:
- Cassiculus melanicterus – Geelvleugelbuidelspreeuw